# スピリティズム

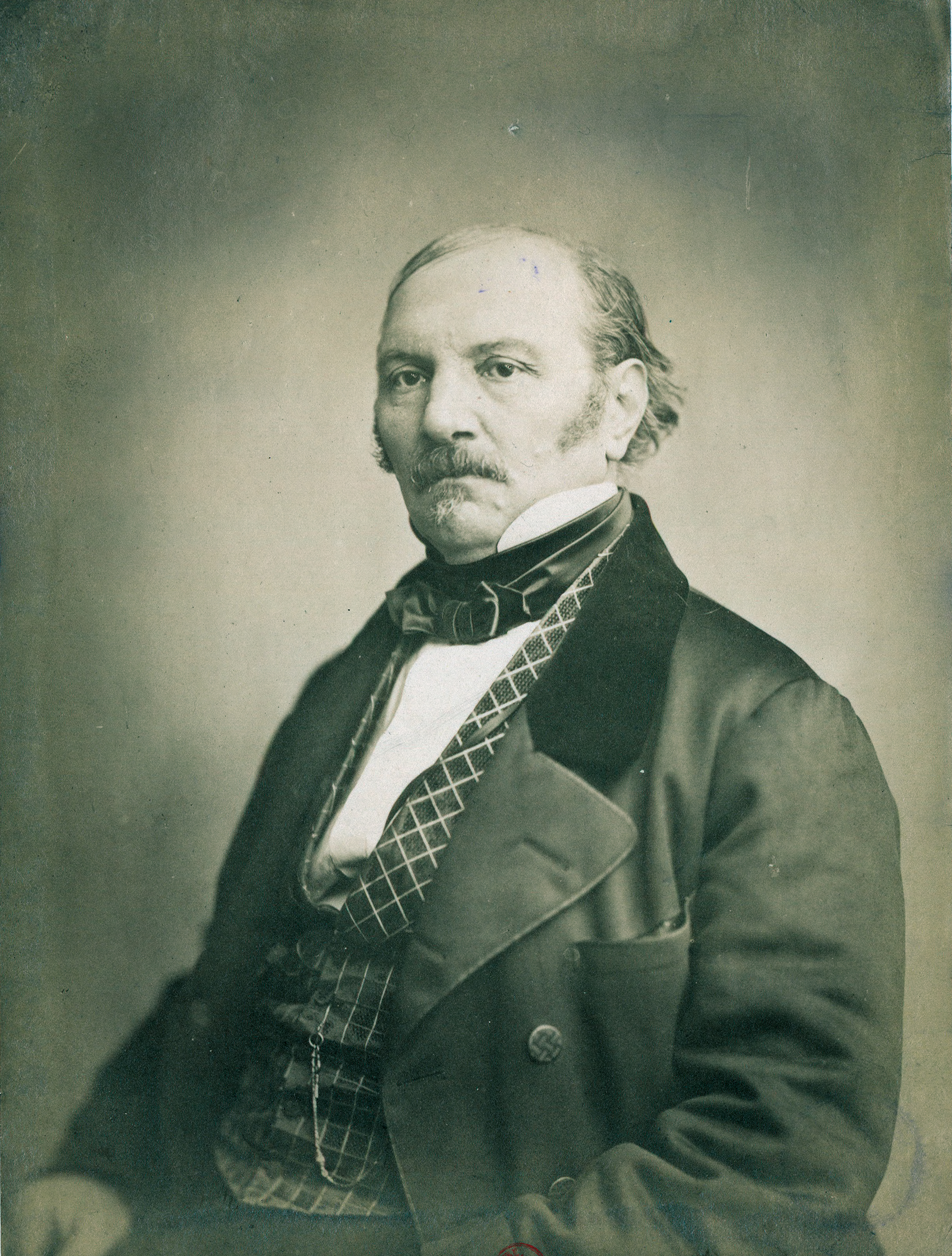
創始者・アラン・カルデック

スピリティズム（英: spiritism）は、日本語では大意でスピリチュアリズム（心霊主義、心霊術、交霊術）を意味する。より狭い意味では、フランス語の spiritisme（スピリティスム、心霊学）の英訳で、1857年、フランス人アラン・カルデック（本名はイポリト・レオン・ドニザール・リヴァイユ）によって出版された 『霊の書』（聖霊の書）に始まる教義、信仰を指す。エスピリチズモ、また創始者の名からカルデシズム、カルデシズモ、精霊主義とも呼ばれる。信者はキリスト教の一派であると考えており、霊界が良い死霊・精霊の憑依を通して、イエス・キリストの愛と慈善の教えを、人類に思い出させるように働きかけているとされる。霊魂の不滅と転生、霊的な進化を信じる。主にブラジルで信仰されている。
なおスピリティズムは、宗教と「霊性」「精神性」などと訳されるスピリチュアリティとは異なる。

## 概要
再生と霊魂の進化を唱えるタイプの近代心霊主義（スピリチュアリズム）の、初期の形態とも考えられる教義である。
1. 神の存在
2. 霊魂の不滅
3. リインカーネイション（再生、再受肉、転生）
4. 霊界と物質界の間のコミュニケーション（交霊）

を原則とする。カルデックは交霊の相手について、正体を問うと自らをスピリット（霊）あるいはジーニャス（精霊）と主張したと語っている。憑依するのは主に、医師や作家など知的な職業の白人の霊である。
カルデックはマテリアリスム（マテリアリズム、唯物論、物質主義）の対義語として用いられていたスピリチュアリスム（唯心論・精神主義）と区別するため、『霊の書』の中でスピリティスム（spiritisme、心霊学）という言葉を用いた。
心霊主義は、カルデックによってセンチメンタリズムと合理主義を特徴とする一種の宗教となった。カトリックなど一般的なキリスト教とは大きく異なる教義であるが、信者たちはキリスト教の一派であると考えている。また、スピリティズムのセンターに通いながらも、スピリティズムを宗教とみなさず、信仰はカトリックであるという人も多い。多くの信者は、スピリティズムを「哲学」や「科学」、あるいは「道徳」と考える傾向があり、彼らにとって目の前の苦難から逃れるための「手段」の一つとなっている。
アフリカ色の濃い心霊主義的習合宗教ウンバンダなど、アメリカ先住民やアフリカ人の信仰などとスピリティズムが混合した心霊主義の宗教も派生している。宗教学、宗教統計では、スピリティズム（カルデシズム）は「ハイ・スピリティズム」、ウンバンダなどのアフロ・ブラジルの心霊主義は「ロー・スピリティズム」と呼ばれ区別されている。
教義である「再受肉」（転生）の思想は、アングロサクソン諸国ではそれほど受け入れられなかったが、帝政から共和政への移行期に当たる19世紀末から20世紀初頭のブラジルに移植され、19世紀末までにはブラジル南東部に伝えられ、現在ではブラジル各地の都市の中産階級を中心に広がっている。移植期のブラジルは、奴隷制が終わり、政教分離によってカトリックは国教の位置を喪失し、ヨーロッパをモデルとして「秩序と進歩」を標榜し新たな国家建設を目指していた時代だった。ダーウィニズムの社会進化論に裏付けられた「秩序と進歩」の思想法は、一般的に「科学」と「宗教」を決別させるが、スピリティズムでは「科学」と「宗教」が不可分なものとして統合的に扱われており、欧米化、近代化と相性が良い。憑依するのは主にインテリ白人の霊で、黒人奴隷や先住民インディオの祖先の霊が憑依するロー・スピリティズムを、スピリティズムの黒化であり、後退的だとして蔑視してきた。
人が神によって造られた「ゼロの点」では、あらゆるエスピリト（霊）は不完全なものだったとし、この世の不平等は、転生を繰り返しながら自由意志によって行動した結果、悪をなせば進化せず善をなせば進化するため、霊的進化の度合いの差が開くためであると考える。平等主義やユートピア思想と親和性が高く、ブラジルでは信者に奴隷解放運動に参加するものが多く、彼らは政治的・社会的変動期のブラジルで、同じ改革派の仲間としてフリーメイソンや共和主義者とつながりを持っていた。